# بيتر كوبتيف
بيتر كوبتيف (بالفنلندية: Peter Kopteff)‏ (10 أبريل 1979 بهلسنكي في فنلندا - ) هو لاعب كرة قدم فنلندي في مركز الوسط. شارك مع منتخب فنلندا لكرة القدم. أما مع النوادي، فقد لعب مع ستوك سيتي ونادي أوترخت ونادي أوليسوند ونادي جاز ونادي فيكينغ ونادي هلسنكي.

## مسيرته الكروية
لعب بيتر كوبتيف خلال مسيرته الاحترافية مع 6 أندية في خمسة عشر موسمًا وسجل خلالها 25 هدفًا ضمن 234 مباراة. حيث فاز في ثلاثة مواسم بالكأس وفي موسم واحد بالدوري.
خاض بيتر كوبتيف مسيرته مع نادي هلسنكي في موسم 1997 في المرة الأولى واستمر معه طيلة ثلاثة مواسم ثم في عامي 2000-2002 ولمدة موسمين، مشاركًا طوالها في 66 مباراة سجل خلالها 4 أهداف. ثم انتقل إلى نادي جاز ما بين عامي 1999 و2000 لمدة موسم واحد، حيث شارك في 10 مباريات سجل خلالها هدفًا واحدًا. لينتقل بعدها إلى نادي فيكينغ في موسم 2002 ليلعب معه أربعة مواسم، مشاركًا في 101 مباراة سجل خلالها 12 هدفًا. ثم انتقل إلى نادي ستوك سيتي في موسم 2005–06 لمدة موسم واحد، مشاركًا في 6 مباريات ولم يسجل أي هدف. هذا وانتقل لاحقًا إلى نادي أوترخت في موسم 2006–07 ولمدة موسمين، مشاركًا في 33 مباراة سجل خلالها 4 أهداف. ثم انتقل بعدها إلى نادي أوليسوند في عامي 2008-2010 ولمدة موسمين، مشاركًا في 18 مباراة سجل خلالها 4 أهداف أيضًا.

## وصلات خارجية
- بيتر كوبتيف على موقع الاتحاد الدولي (مؤرشف)  (الإنجليزية)
- بيتر كوبتيف على موقع قاعدة بيانات كرة القدم.إي يو (الإنجليزية)
- بيتر كوبتيف على موقع ناشيونال فوتبول تيمز (الإنجليزية)
- بيتر كوبتيف على موقع Soccerway.com (الإنجليزية)
- بيتر كوبتيف على موقع عالم كرة القدم.نت (الإنجليزية)